# Д’Аренберг, Шарль-Мари-Раймон
Шарль-Леопольд-Мари-Раймон д'Аренберг (фр. Charles-Léopold-Marie-Raymond d'Arenberg; 31 июля или 4 августа 1721, Ангьен — 17 августа 1778, Ангьен), 5-й герцог д'Аренберг, 11-й герцог д'Арсхот, князь Священной Римской империи — имперский генерал-фельдмаршал, государственный деятель Австрийских Нидерландов.

## Биография
Сын герцога Леопольда-Филиппа д'Аренберг и Марии Франчески Пиньятелли.
Маркиз де Монкорне, граф де Лален, Сенеген, Керпен и Кассельбург, барон де Коммерен, Ротселар, Бьербек, Хеверле, Валле, Кьеврен, Перювес и Берселе, сеньор городов, земель и сеньорий Ангьен, Аль, Брен-ле-Конт, Наст, Пти-Кеви, Пруви, Нёф-Шато, и других земель, гранд Испании 1-го класса, пэр и наследственный камергер Эно, сенешаль и наследственный камергер Брабанта, член сословия знати от этого герцогства, великий магистр артиллерии Священной Римской империи, от её католической части, камергер и действительный личный советник Их Императорских Величеств.

## Война за Австрийское наследство
Обучался военному делу под руководством отца. Впервые командовал в ходе кампании 1743 года на Рейне, как подполковник пехотного полка Арберга. После битвы при Деттингене, «где он показал себя достойным имени, которое носил», Мария Терезия назначила его полковником недавно созданного второго валлонского полка, получившего его имя. Во главе этого подразделения он участвовал в кампании 1744 года в Нидерландах и 1745 года в Германии.
В октябре 1745 года Аренберг передал командование вторым валлонским полком принцу Штольбергу, получив вместо этого полк Баден-Баден. 28 сентября 1746 императрица произвела Аренберга в генерал-майоры.
В 1748 году был в числе генералов, оборонявших от французов Маастрихт. После заключения Ахенского мира императрица назначила Аренберга служить в Нидерландах.

## Великий бальи Эно
15 декабря 1740 был назначен заместителем великого бальи Эно и определён преемником своего отца. В этом качестве представлял королеву Венгрии и Богемии на её инаугурации в Монсе 4 мая 1744. 16 мая 1749 после отставки отца Шарль-Мари-Раймон был назначен наместником и капитан-генералом Эно и губернатором Монса. 7 мая 1754 вступил в должность великого бальи Эно.
Война за Австрийское наследство убедила Венский двор в необходимости нового соглашения с морскими державами для обеспечения безопасности Нидерландов. Для этого правительство обратилось к Штатам провинций за предоставлением чрезвычайной годовой субсидии в 1 400 000 флоринов. В 1753 году принц д'Аренберг был направлен от имени императрицы к Штатам Эно и Люксембурга. В том же году Карл Лотарингский поручил ему отправиться во Франк-де-Брюгге (сельская округа Брюгге), чтобы посетить окрестности Шельды и предложить способы облегчения стока вод, часто переполнявших осушительные каналы и заливавших этот район.

## Семилетняя война
17 марта 1754 Аренберг был назначен полковником собственного полка (пехотного Шуленбурга), а 16 января 1755 произведён в генерал-фельдмаршал-лейтенанты. В сентябре 1756, с началом Семилетней войны, Шарль-Мари-Раймон покинул Брюссель, отправившись в императорскую армию в Богемии. 27 февраля 1757 Аренберг был награждён орденом Золотого руна, одновременно с генерал-фельдмаршалом Броуном, и оба получили инсигнии 6 марта в Вене из рук императора, а через несколько дней отправились в войска.
6 мая 1757 Аренберг участвовал в кровопролитной битве под Прагой. После того, как победа при Колине восстановила положение австрийцев, генерал-фельдмаршал граф Даун решил атаковать важный пост Габель, который оборонял генерал Путкаммер. Генералы Аренберг и Макир, назначенные для проведения этой операции, добились успеха, и, преодолев упорное сопротивление противника, взяли в плен гарнизон крепости.
7 сентября Аренберг внёс значительный вклад в победу над прусским генералом Винтерфельдом в сражении при Гёрлице; в этом бою он стоял во главе всей австрийской пехоты, так как командовавший ею граф Коллоредо расшибся, упав с коня во время марша. При вступлении австрийской армии в Силезию герцог был назначен командовать резервом, и вместе с генералом Надашди предпринял осаду Швейдница. После взятия этого места оба генерала присоединились к армии Карла Лотарингского, и первыми атаковали неприятеля в сражении 22 ноября при Бреслау, где были разбиты прусские войска герцога Бевернского. Тем не менее, решительная победа, одержанная Фридрихом II 5 декабря в битве при Лойтене, свела австрийские успехи на нет.
В кампанию 1758 года Аренберг командовал то авангардом, то резервом, 26 февраля был произведён Марией Терезией в генерал-фельдцейхмейстеры, и отличился в нескольких делах, особенно 6 октября, после соединения с войсками Лаудона в Лузации, когда генералы нанесли поражение значительному прусскому отряду.
Наибольшего успеха Аренберг добился 14 октября в битве при Хохкирхе, одной из самых славных для австрийских войск в Семилетней войне. Он командовал правым крылом имперской армии, граф Даун приказал ему атаковать левый фланг противника и овладеть редутами, которые его прикрывали. Решительное наступление, закончившееся сабельной и штыковой атакой, позволило ему сломить сопротивление пруссаков и заставить их отступить. Бой продолжался с пяти до девяти часов и закончился полной победой имперцев. В рапорте императрице Даун специально отметил блестящие распоряжения Аренберга.
По окончании кампании герцог получил высокую награду: капитул ордена Марии Терезии, собравшийся 19 и 20 ноября на главной квартире императорской армии, под президентством графа Дауна, избрал Аренберга в кавалеры Большого креста, и император разрешил носить знаки этого ордена вместе с инсигниями Золотого руна.
В двух следующих кампаниях Аренберг также был среди командующих, но действовал менее удачно, и 29 октября 1759 потерпел поражение. Фельдмаршал Даун, желая отрезать армию прусского короля от коммуникаций с Виттенбергом, приказал герцогу маршировать к Кембергу. С ним было 16—17 тыс. человек. Прибыв на высоты Шмёллинга, он обнаружил противника, выстроившегося в боевой порядок на равнине — корпуса генералов Ребентиша и Вунша, превосходившие австрийцев числом. Одновременно принц Генрих Прусский занял Преч. Оказавшись между двух огней, Аренберг решил отступать на Дюбен, и во время этого марша одна из его колонн была атакована пруссаками, взявшими 1200 пленных. В официальных отчётах всё же отмечалось, что герцог сделал всё возможное, чтобы провести манёвр с наименьшими потерями.
В жестоком сражении при Торгау 3 ноября 1760, закончившемся разгромом австрийской армии, Аренберг проявил «героическую отвагу», и в рапорте заявлял, что занятая им позиция была выше всяких похвал. В этом кровавом деле орден Золотого руна спас ему жизнь: пуля ударила герцога в грудь, но попала прямо в подвеску с золотым руном, и в тело не вошла. Тем не менее, герцог получил столь сильный ушиб, что был вынужден временно покинуть армию.
После выздоровления, Аренберг не получил нового назначения в кампанию 1761 года; по крайней мере, так утверждает Гашар, не обнаруживший его имени среди генералов. После окончания войны Мария Терезия назначила герцога действительным членом тайного совета (10.01.1765) и произвела в генерал-фельдмаршалы (10.02.1766).
Умер в своём замке Ангьен от последствий оспы.

## Семья
Жена (18.06.1748, Париж): Луиза-Маргарита де Ламарк (10.07.1730, Париж — 18.08.1820, Хеверле), дама ордена Звёздного креста (14.09.1749), дочь и наследница графа Луи-Анжельбера де Ламарка и Мари-Анны-Иасенты де Виделу, дамы де Бьен-Асси в Бретани
Дети:
- Франсуаза-Мария-Терезия д’Аренберг (2.07.1749, Брюссель — 1.04.1751, Брюссель).
- герцог Луи-Анжельбер д’Аренберг (3.08.1750—7.03.1820). Жена (19.01.1773): Полина-Луиза де Бранка (23.11.1755—10.08.1812), дочь Луи-Леона де Бранкаса, герцога де Лораге и Виллара.
- Мари-Франсуаза-Каролина-Леопольдина д’Аренберг (30.07.1751, Брюссель — 26.08.1812, Прага). Муж (30.08.1781, Брюссель): граф Йозеф Николаус цу Виндиш-Грец (1744—1802), 6 детей.
- Мари-Флора-Франсуаза-Каролина д’Аренберг (25.06.1752, Брюссель — 15.04.1832, Брюссель). Муж (18.04.1771, Хеверле): герцог Вольфганг-Гийом д’Юрсель (1750—1804).
- Огюст-Мари-Раймон д'Аренберг[англ.] (30.08.1753—26.09.1833), граф де Ламарк. Жена (23.11.1774): Мари-Франсуаза Ледануа (3.09.1757—12.09.1810), маркиза де Серне.
- Шарль-Жозеф-Мари-Франсуа д’Аренберг (18.04.1755, Брюссель — 22.05.1775, Цнайм), каноник в Кёльне.
- принц Луи-Мари д’Аренберг (20.02.1757, Брюссель — 30.03.1795, Рим), полковник немецкого пехотного полка де Ламарка на французской службе, рыцарь ордена Святого Губерта. Жена 1) (30.06.1788, Париж): Анна-Аделаида-Жюли де Майи (1766—24.12.1789); 2 (15.02.1792, Париж, развод 1794): княжна Елизавета Борисовна Шаховская (10.12.1773—13.10.1796), дочь князя Бориса Григорьевича Шаховского и баронессы Варвары Александровны Строгановой
  - Амалия Луиза фон Аренберг (1789—1823) — дочь от первого брака, муж — герцог Пий Август Баварский (1786—1837); бабушка императрицы Елизаветы Баварской (Сисси).
  - Екатерина (1792—1794) — дочь от второго брака.
- Мари-Луиза-Франсуаза д’Аренберг (29.01.1764, Брюссель — 1.03.1835, Вена). Муж (24.09.1781, Хеверле): князь Людвиг фон Штаремберг[нем.] (1762—1833)